# União das Freguesias de Ifanes e Paradela
Die União das Freguesias de Ifanes e Paradela ist eine portugiesische Gemeinde (Freguesia) im Kreis (Concelho) Miranda do Douro, Distrikt Bragança, im Nordosten Portugals.

## Geschichte
Die Gemeinde entstand im Zuge der Gebietsreform vom 29. September 2013 durch die Zusammenlegung der ehemaligen Gemeinden Ifanes und Paradela.
Ifanes wurde Sitz der neuen Verwaltung.

## Demographie

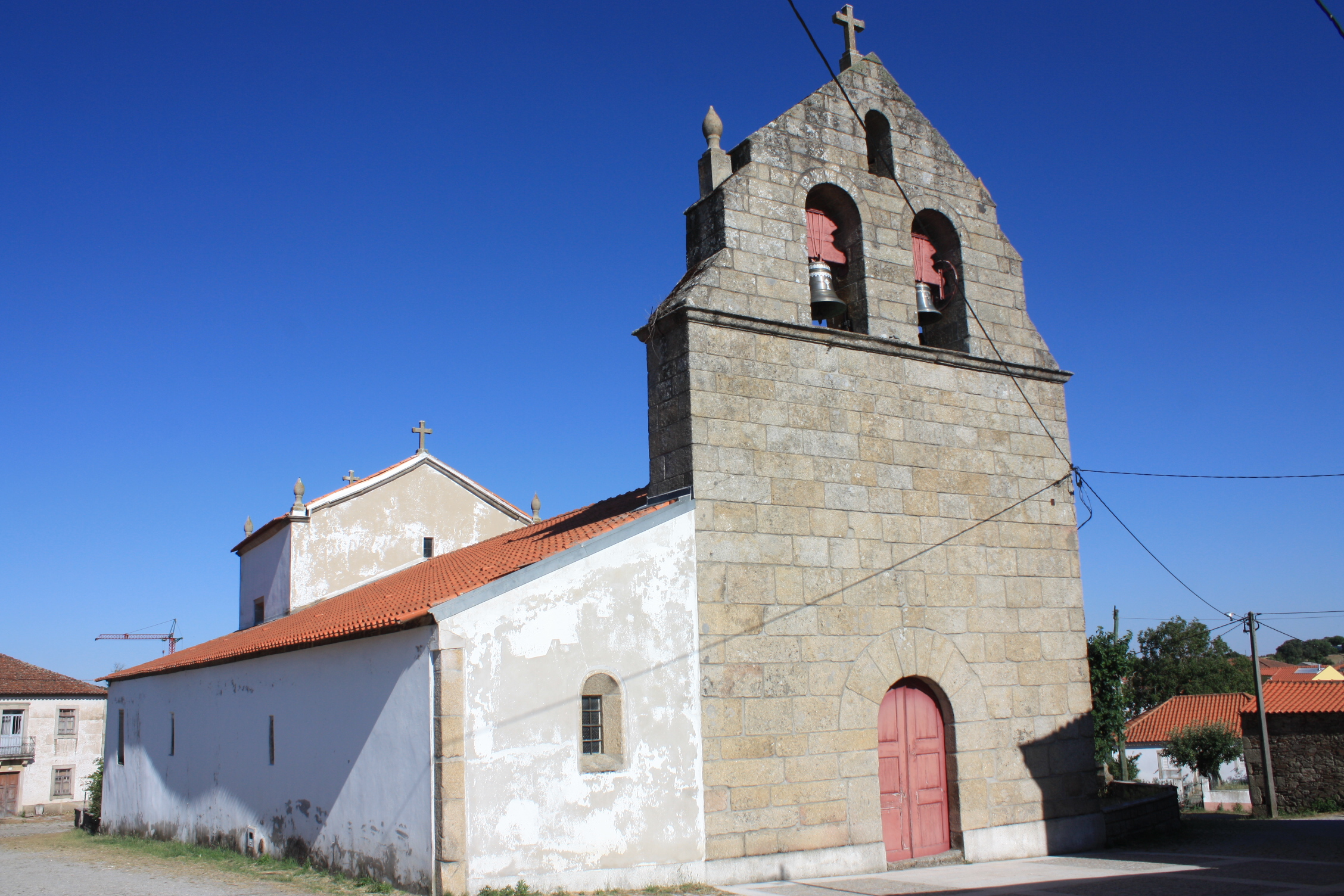
Kirche von Ifanes

| Freguesia | Freguesia         | Freguesia | Freguesia       | ehemalige Freguesias | ehemalige Freguesias | ehemalige Freguesias | ehemalige Freguesias |
| --------- | ----------------- | --------- | --------------- | -------------------- | -------------------- | -------------------- | -------------------- |
| Wappen    | Freguesia         | Einwohner | Fläche in (km²) | Wappen               | Freguesia            | Einwohner            | Fläche in (km²)      |
|           | Ifanes e Paradela | 233       | 44,7            |                      | Ifanes               | 163                  | 28,58                |
|           | Ifanes e Paradela | 233       | 44,7            | Paradela             | 150                  | 16,12                |                      |